# 王孫蔚
王孙蔚（1621年—1677年），字茂衍，陕西临潼东梁里（今陕西西安阎良区关山镇老王村）人。清朝政治人物、進士出身。

## 生平
順治九年（1652年）壬辰科進士，考选庶吉士，授刑部主事，升雲南司郎中，出为保定府知府，順治十三年十二月升山东按察使司副使、分巡青州兵备道，十五年九月升本省布政使司参政、督粮道，十七年五月升湖廣按察使，十八年升福建右布政使，康熙元年（1662年）轉左布政使。以前任湖廣事贬四川川東道副使，升參政，再贬湖廣粮储道参议、提学道佥事，有《轺香集》。